# Joan Axuc
Joan Axuc (grec: Ἰωάννης Ἀξούχ o Ἀξοῦχος, fl. ca. 1087 – ca. 1150) fou gran domèstic (comandant en cap) de l'exèrcit romà d'Orient durant el regnat de l'emperador Joan II Comnè (r. 1118–1143) i la primera part del regnat del seu fill i successor, Manuel I Comnè (r. 1143-1180). És possible que també hagués estat de facto el cap de l'administració civil de l'Imperi Romà d'Orient.